# Biton wicki
Espèce
Synonymes
- Daesia wicki Birula, 1915

Biton wicki est une espèce de solifuges de la famille des Daesiidae.

## Distribution
Cette espèce se rencontre en Égypte, au Soudan, en Éthiopie, en Somalie et au Yémen.

## Description
Le mâle holotype mesure 18,2 mm.

## Étymologie
Cette espèce est nommée en l'honneur de S. N. von Wick.

## Publication originale
- Birula, 1915 : Description of two new species of the Solifugae brought by Mr. S. N. von Wick from Soudan. Revue russe d'entomologie, vol. 15, p. 297-301 (texte intégral).